# ليزا آن كارتشيتش
ليزا آن كارتشيتش (بالكرواتية: Lisa Karčić) مواليد 11 نوفمبر 1986 في نيويورك، هي لاعبة كرة سلة كرواتية. بدأت مسيرتها الاحترافية في سنة 0000. مثلت منتخب بلادها. شاركت في دورة الألعاب الأولمبية الصيفية سنة 2012. اعتزلت اللعب في 2014. لعبت مع نادي نوفي زغرب لكرة السلة في الدوري الكرواتي لكرة السلة للسيدات.

## روابط خارجية
- ليزا آن كارتشيتش على موقع الاتحاد الدولي لكرة السلة (الإنجليزية)
- ليزا آن كارتشيتش على موقع كرة السلة الأوروبية.كوم (الإنجليزية)
- ليزا آن كارتشيتش على موقع كلية كرة السلة في سبورتس رفرنس.كوم (الإنجليزية)
- ليزا آن كارتشيتش على موقع بروبوليرز (الإنجليزية)
- ليزا آن كارتشيتش على موقع سبورتس رفرنس (الإنجليزية)
- ليزا آن كارتشيتش على موقع أوليمبيديا (الإنجليزية)